# Echeveria amoena
Echeveria amoena är en fetbladsväxtart som beskrevs av L. De Smet och E. Morr.. Echeveria amoena ingår i släktet Echeveria och familjen fetbladsväxter. Inga underarter finns listade i Catalogue of Life.